# Rudy (stacja kolejowa)

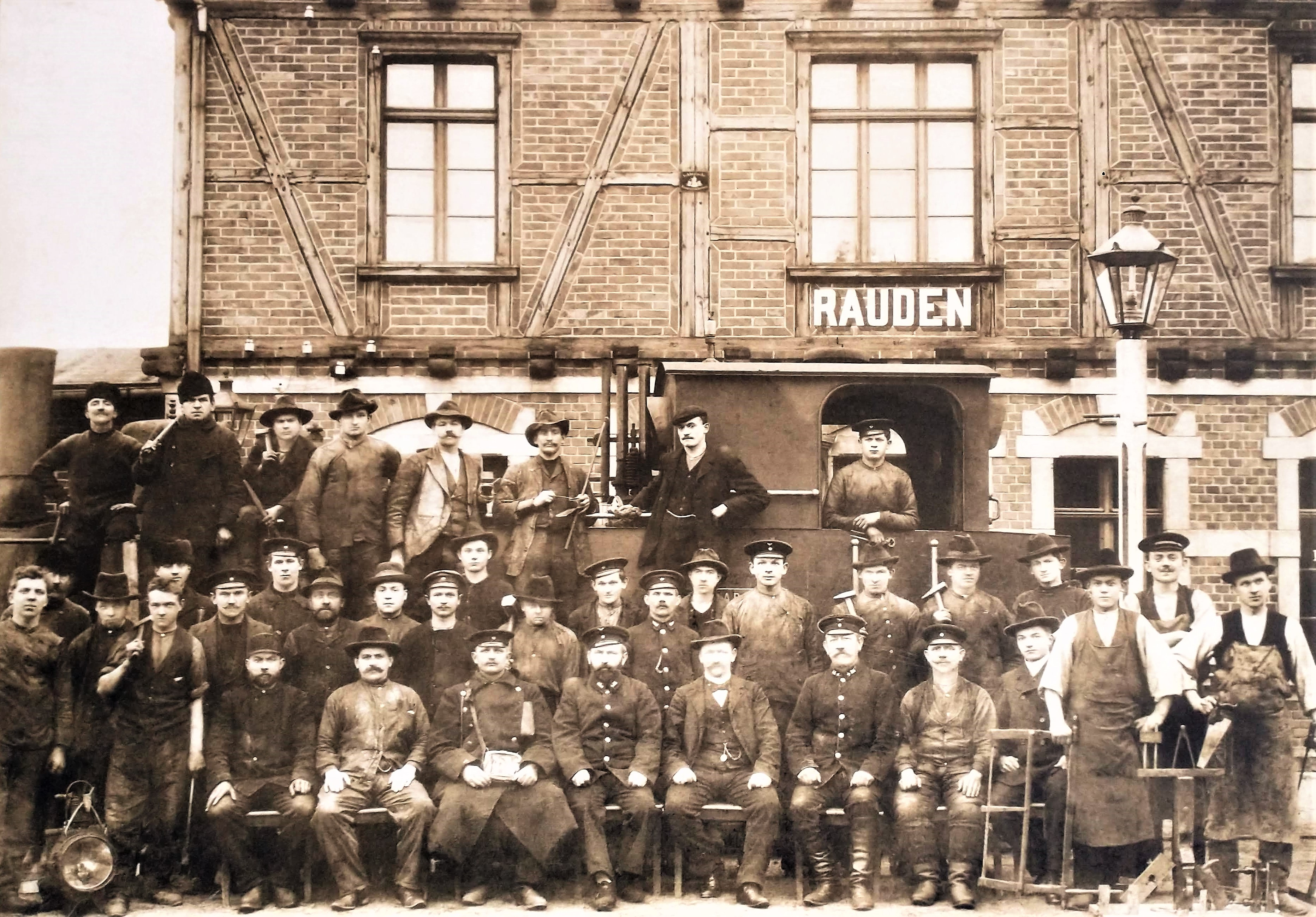
Dworzec w 1905

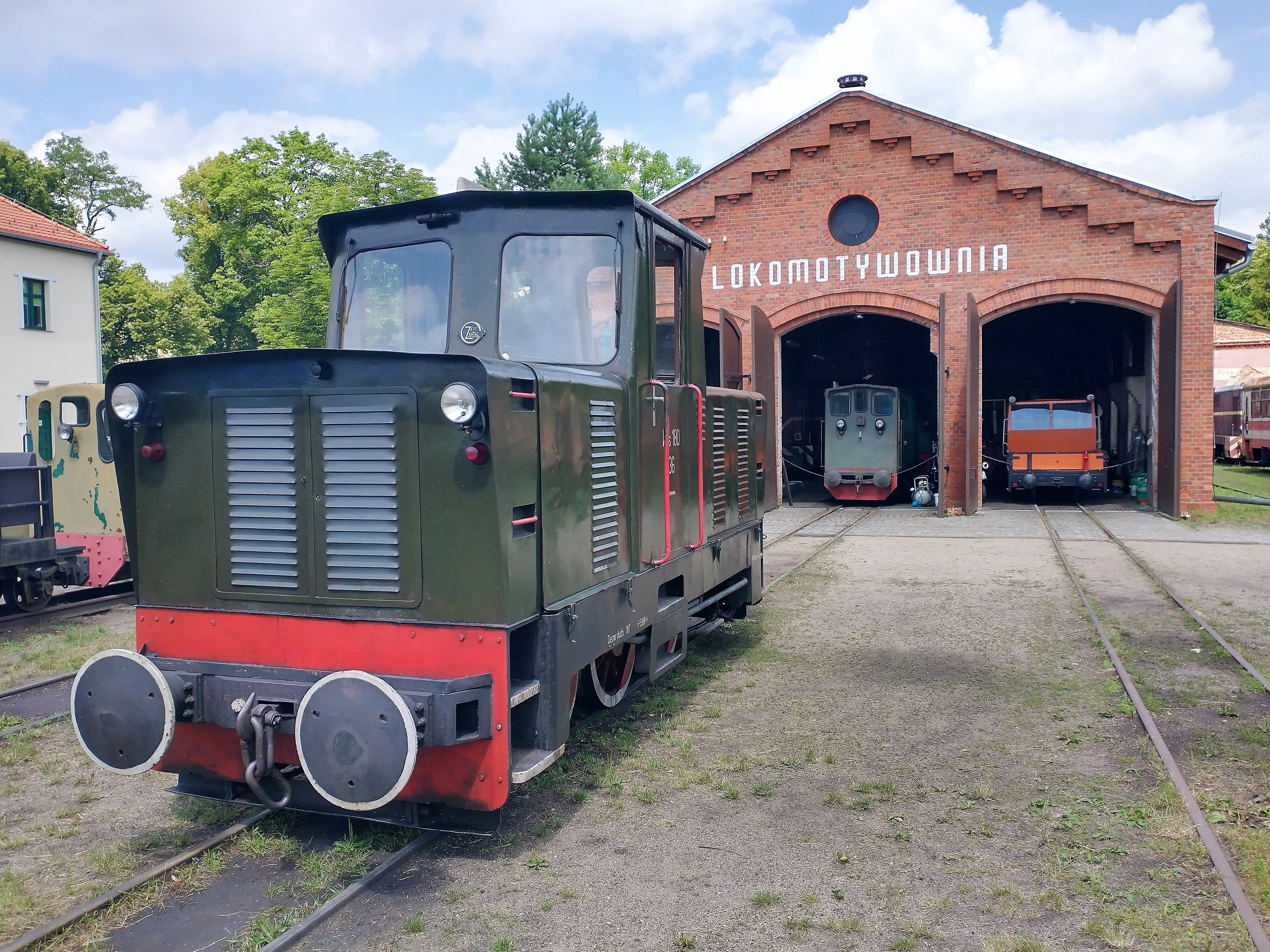
Lokomotywownia na terenie stacji w Rudach (lokomotywa Lyd1)

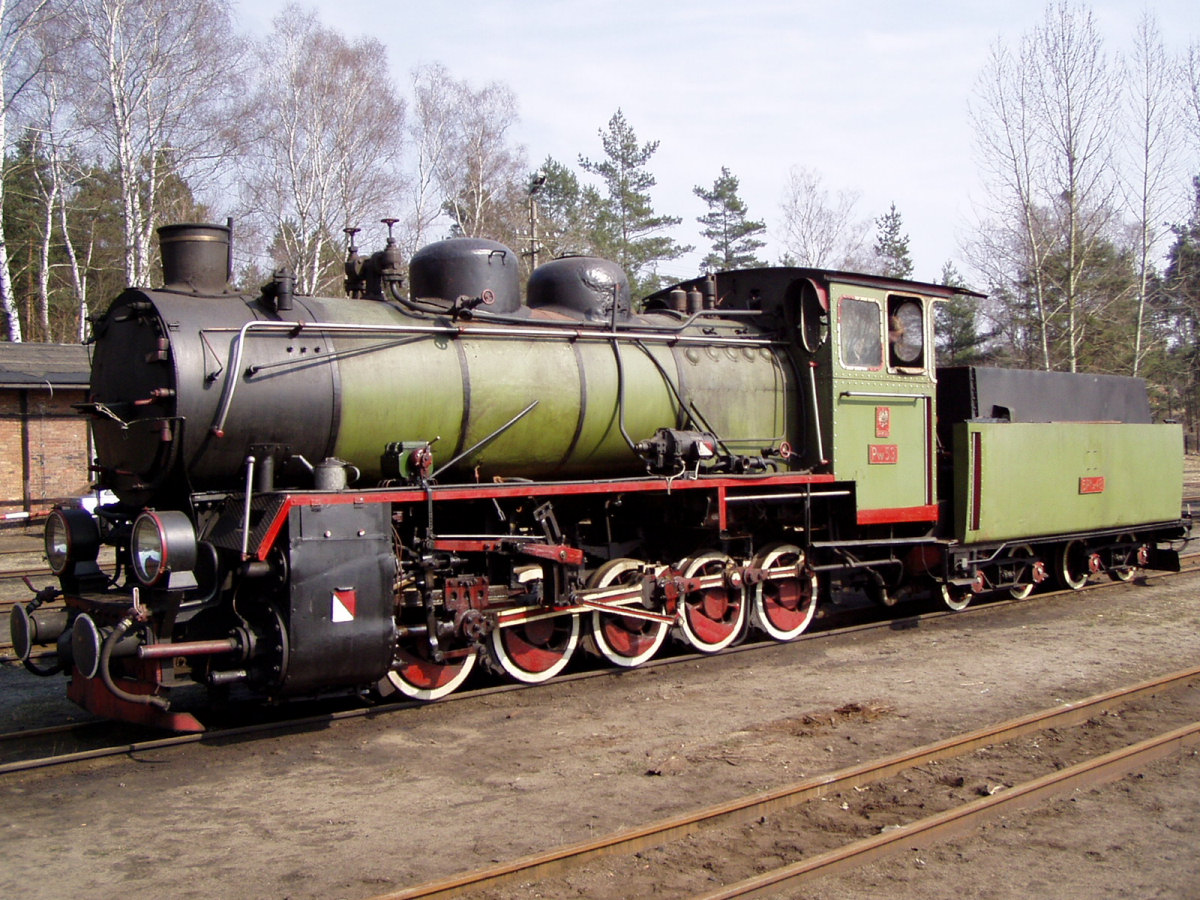
Parowóz Pw53 w Rudach

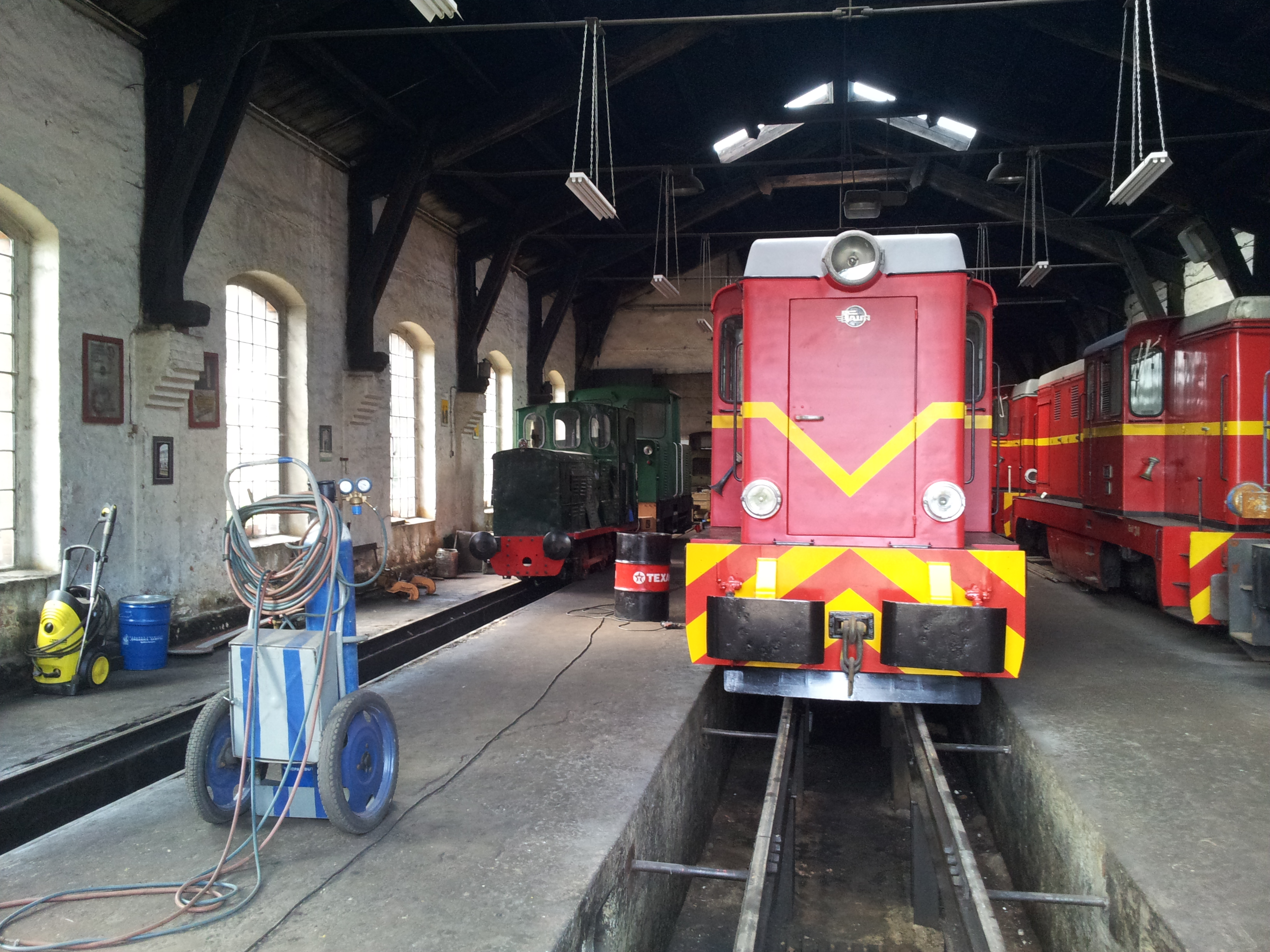
Widok na wnętrze lokomotywowni Rudy. Na pierwszym planie Lxd2, po lewej w głąb 2WLs50, za nią Wls150

Rudy – zabytkowa stacja kolei wąskotorowej w Rudach zlokalizowana w kilometrze 41,1 linii kolejowej Bytom Karb Wąskotorowy – Markowice Raciborskie Wąskotorowe Górnośląskich Kolei Wąskotorowych. W latach 1899–1945 odcinek, na którym znajduje się ta stacja, był częścią kolei Gliwice Trynek – Rudy – Racibórz, a na stacji tej znajdowało się zaplecze techniczne (m.in. lokomotywownia i wagonownia) tejże linii. Do połowy lat 60. XX w. wąskotorówka była podstawowym środkiem transportu miejscowej ludności. Od 1945 r. kolejka została przymusowo przejęta przez PKP i włączona do GKW. Ostatecznie linia Rudy–Gliwice została zamknięta w 1992 r. Od 19 października 2006 znajduje się na trasie Szlaku Zabytków Techniki Województwa Śląskiego.
Wśród oferowanych turystom atrakcji jest zwiedzanie stacji i hali lokomotywowni, przejazd kolejką na trasie Rudy-Paproć oraz Rudy-Stanica Wąskotorowa, a także drezyną na terenie stacji. Od sierpnia 2011 r. organizowane są również przejazdy wyremontowanym w Hucie Pokój parowozem Las49.

## Historia

### Geneza powstania i budowa
Z uwagi na brak sprawnego systemu transportowego między Gliwicami a Raciborzem spółka „Kramer & Co.” w 1891 roku wyszła z inicjatywą budowy kolei wąskotorowej Gliwice-Rudy-Racibórz. W 1894 r. utworzono przedsiębiorstwo Górnośląskie Tramwaje Parowe, które później zostało pierwszym przewoźnikiem na nowej linii. Trwały już wtedy prace przy budowie pierwszej linii tramwajowej Gliwice-Piekary Śląskie. 15 października 1897 roku spółka „Kramer & Co.” otrzymała koncesję na budowę i eksploatację linii w trakcji parowej pomiędzy Gliwicami a Raciborzem, a 13 kwietnia 1898 roku Ministerstwo Robót Publicznych nadało jej uprawnienie do wywłaszczenia gruntów pod budowę.
Kolej została otwarta 25 marca 1899 roku, początkowo wyłącznie na odcinku Gliwice-Rudy. W tym samym roku połączono także stację Nieborowice z Cegielnią „Wilcza” torem o długości 3,7 km. 25 kwietnia 1900 roku władze rejencji opolskiej wydały zezwolenie spółce Górnośląskie Tramwaje Parowe na rozbudowę linii do Raciborza i jej eksploatację, wraz z prawem wywłaszczania gruntów.
„Udziela się zezwolenia przy poniższych warunkach na budowę i eksploatację kolejki o charakterze linii bocznej o szerokości 0,785 m z Gliwic przez Rudy do Raciborza dla przewozu osób i towarów za pomocą trakcji parowej dla firmy Oberschleise Dampfstraßenbahn G.m.b.H. Berlin, którą zarejestrowano 21 marca 1894 roku w rejestrze handlowym Królewskiego Sądu Okręgowego I w Berlinie na podstawie ustawy o kolejkach i prywatnych połączeniach kolejowych z 28 lipca 1892 roku, w porozumieniu z Królewską Dyrekcją Kolejową w Katowicach oraz z zachowaniem praw osób trzecich.§ 1
Zezwolenia udziela się na okres 99 lat.”
Następnie w lutym 1901 r. do użytku oddano odchodzący od głównej linii krótki odcinek do stacji Rudy-Paproć. W kwietniu 1902 przedłużono linię do Markowic. Na nowym fragmencie linii zbudowano stacje Szymocice, Nędza oraz Babice. 17 maja 1903 linia osiągnęła ostateczną długość, a na jej końcu otwarto stację Racibórz-Płonia. Plany przedłużenia linii do centrum Raciborza nie doszły do skutku, podobnie jak plany połączenia Rud z kopalnią „Emma” (obecnie „Marcel”) przez Rybnik oraz z kopalnią Dębieńsko poprzez Nieborowice. Pomimo planów szlaku nigdy nie zelektryfikowano.

### Okres Międzywojenny
W okresie międzywojennym zwiększono tabor kolejowy; w 1919 r. zakupiono parowóz firmy Borsig Tx6 (układ osi D), w 1925 następne 2 parowozy T40 firmy AEG, będące najsilniejszymi jednostkami w taborze Górnośląskich Tramwajów Parowych. 25 maja 1939 roku pociągi przestały kursować do końcowej stacji Racibórz-Płonia, gdyż ta została zniszczona z powodu powodzi, która przerwała pobliskie wały.

### Po 1945 – w strukturach GKW (za czasów PKP)
Po II wojnie światowej cała linia znalazła się w granicach Polski. W 1945 roku po wkroczeniu oddziałów sowieckich rozebrano odcinek torów od Lukasyny do stacji Paproć. Po zakończeniu działań wojennych linia siłami kolejarzy i z pomocą żołnierzy polskich została odbudowana i przywrócono jej przejezdność. Kursowanie pociągów odbywało się do stacji Racibórz Markowice, gdyż stacja końcowa Racibórz-Płonia nigdy nie została odbudowana po powodzi, uwagi na wybudowanie kanału przeciwpowodziowego Ulga, który odcinał stację od reszty linii (budowa mostu była nieopłacalna).
W 1960 roku wyeksploatowano ostatni wagon motorowy pochodzący z czasów niemieckich, a 6 lat później zawieszono ruch pasażerski do Markowic. Stan taboru oceniano źle. PKP chcąc unowocześnić kolej wąskotorową w Polsce zakupiło lokomotywy Lxd2 firmy FAUR produkcji rumuńskiej. W 1967 r. lokomotywownia Rudy jako pierwsza w Polsce otrzymała te jednostki. W 1989 roku wybudowano przystanek Gliwice Śródmieście, co było ostatnią większą inwestycją na tej linii, jednak już 4 listopada 1991 później zawieszono ruch do tego przystanku, a na przełomie 1991 i 1992 całkowicie zakończono kursy pasażerskie na linii. Przez 2 następne lata, do rozwiązania 31 grudnia 1993 roku z kopalnią Gliwice umowy bocznicowej z linii korzystały jeszcze pociągi towarowe.

### Czasy współczesne
W 1993 roku stację przekazano Towarzystwu Miłośników Górnośląskiej Kolei Wąskotorowej, na czele którego stał Tadeusz Popiel. Działania Towarzystwa i jego prezesa oceniane są negatywnie. Pomimo tego, że do 1995 roku linia była całkowicie przejezdna i nie wymagała prac remontowych, nie podjęto prób przywrócenia ruchu pasażerskiego, nawet w celach turystycznych. Stacja była całkowicie zamknięta dla zwiedzających. Lokalni miłośnicy kolei wspominają prezesa i kierowane przez niego stowarzyszenie jako nieprzyjazne (wbrew swojej nazwie) lokalnych działaczom. 24 stycznia 1994 r. formalnie udostępniono stację do zwiedzania. W 1998 odbudowano parowóz Pw53, jednak uczyniono to kosztem zniszczenia innych parowozów: Px48 oraz Tw53, nie będącego zresztą własnością Towarzystwa, a jednostką wypożyczoną przez Muzeum Górnictwa Węglowego w Zabrzu. Drugi z należących do lokomotywowni parowozów Pw53 został sprzedany do Anglii. Transakcja budzi wątpliwości co do zgodności z prawem.
W grudniu 1999 roku pod naciskiem opinii publicznej Tadeusz Popiel zrezygnował z prezesury Towarzystwa na rzecz Janusza Gieruckiego, etnografa i muzealnika. Stację przekazano wraz z całą infrastrukturą Katowickiemu Stowarzyszeniu Milośników Kolei. Dokonano reorganizacji stacji. Postanowiono stopniowo odbudować zdewastowany szlak Gliwice-Rudy-Racibórz. Udało się usunąć krzaki i naprawić część szlaku. Wyremontowano część lokomotyw.
Lokalni działacze oskarżają Stowarzyszenie o zezłomowanie części starego wyposażenia stacji, która mogła stać się eksponatami muzealnymi. Trudno jednak zweryfikować podstawność tego zarzutu. Rozebrano także linię teletechniczną biegnącej wzdłuż szlaku, co jest również oceniane negatywnie przez miłośników kolei.
W styczniu 2009 roku obiekt został przejęty przez gminę Kuźnia Raciborska. Naczelnikiem stacji Rudy został Jarosław Łuszcz, który starał się o zwiększenie i odbudowę taboru i remontowanie szlaków. Dzięki jego działaniom kolejka wąskotorowa w Rudach została znacznie spopularyzowana, a na szlaku odbywa się stały ruch turystyczny.

## Tabor

### Historyczny
W pierwszych latach do przewozów ludzi i towarów użytkowano tramwajowe lokomotywy parowe marki Hohenzoller, wycofane z dopiero co zelektryfikowanej miejskiej sieci tramwajowej, które ze względu na swój „miejski” rodowód nie sprawdziły się do ciągnięcia cięższych składów na dłuższych trasach. Już po 5 latach zaczęto wprowadzać do ruchu parowozy typowo „kolejowe” – początkowo marki Borsig (oznaczone serią Txb2) które służyły do lat 60., później Tw9. Po wojnie w ramach programu UNRRA dostarczono z USA maszyny serii Pxu które pracowały aż do zastąpienia ich spalinowozami rumuńskimi FAUR. Podobnej klasy maszynami były trzy polskie lokomotywy Px48, które służyły na trasie Gliwice – Rudy w latach sześćdziesiątych.

### Obecnie

#### Parowozy
| Nr fabr.    | Typ       | Producent | Rok prod.   | Nr. Kotła | Prześwit | Oznaczenie | Uwagi |
| ----------- | --------- | --------- | ----------- | --------- | -------- | ---------- | --- |
| Las49-3343  | Las49     | Chrzanów  | 1954        | 1655/53   | 785mm    | Las49-3343 | |
| 3996        | Tw53/Pw53 | Chrzanów  | 1955/1997/9 | 13969/54  | 785mm    | Pw53-02    | Przebudowany z Tw53, tender pochodzi z Px48                                                                      |
| Tw9-8       | Tw9       | AEG       | 1924        |           | 785mm    | Tw9-8      | Kocioł; służący kiedyś do ogrzewania lokomotywowni, obecnie jest częścią muzeum multimedialnego w hali wagonowni |
| Borsig Bn2t | Bn2t      | Borsig    | 1929        | 12050/29  | 785mm    | 15         | |

#### Spalinowe pojazdy trakcyjne
| Nr fabr.    | Typ    | Rok prod. | Prześwit | Oznaczenie  | Uwagi                                                      |
| ----------- | ------ | --------- | -------- | ----------- | ---------------------------------------------------------- |
| Lxd2-08     | Lxd2   | 1981      | 785mm    | HP-Lxd2-08  | Lokomotywa sprowadzona z Huty Pokój w malowaniu zakładowym |
| Lxd2-354    | Lxd2   | 1967      | 785mm    | Lxd2-354    |                                                            |
| Lxd2-373    | Lxd2   | 1981      | 785mm    | Lxd2-373    |                                                            |
| Lyd1-150    | Wls150 | 1966      | 785mm    | Lyd1-150    |                                                            |
| Wls180-15   | Wls180 | 1971      | 785mm    | Wls180-15   |                                                            |
| Wls180-36   | Wls180 | 1972      | 785mm    | Wls180-36   |                                                            |
| 2Wls40-1189 | 2WLs40 | 1961      | 785mm    | 10          | Pęknięty blok silnika                                      |
| 2Wls50-1836 | 2WLs50 | 1970      | 785mm    | 2WLs50-1836 |                                                            |
| 2Wls50-2088 | 2WLs50 | 1970      | 785mm    | 2WLs50-2088 |                                                            |
| Wls75-38    | Wls75  | 1967      | 785mm    | Wls75-38    |                                                            |
| Wls75-66    | Wls75  | 1971      | 785mm    | Wls75-66    |                                                            |
| Wmd 101     | Wmc    | 1959      | 785mm    | Wmd 101     |                                                            |
| Mbxd2-218   | A20D-P | 1986      | 785mm    | MBxd2-218   |                                                            |
| Wls40-372   | WLs40  | 1955      | 600mm    | Wls40-372   |                                                            |
| Wls40-377   | WLs40  | 1955      | 600mm    | Wls40-377   |                                                            |

#### Elektrowozy
| Nr fabr. | Typ                | Rok prod. | Prześwit | Nr. Zakładowy | Układ osi | Uwagi                                                                     |
| -------- | ------------------ | --------- | -------- | ------------- | --------- | ------------------------------------------------------------------------- |
| Siemens  | Siemens elektrowóz | 1896      | 785mm    | 1             | Bo’       | Najprawdopodobniej jeden z najstarszych czynnych elektrowózów na świecie. |

#### Pojazdy Specjalne
| Nr fabr.             | Typ                        | Rok prod. | Prześwit | Oznaczenie                          | Uwagi |
| -------------------- | -------------------------- | --------- | -------- | ----------------------------------- | --- |
| 803S-01              | 803S                       | 1985      | 785mm    | 803S-01                             | Pług śnieżny |
| Urządzenie Rotacyjne | Lxd2                       | 1967      | 785mm    | Urządzenie Rotacyjne (Ex. Lxd2-357) | Przebudowana z lokomotywy Lxd2-357 w roku 1987 na rotacyjne urządzenie do oczyszczania toru |
| Wagon Opryskowy      | Wagon Opryskowy            |           | 785mm    | Wagon Opryskowy                     | Wagon służył do rozprowadzania substancji chemicznej do usuwania zieleni z torowiska. W środku znajdował się zbiornik na substancję, z którego pompa zasilana silnikiem dwusuwowym Andoria rozprowadzała równomiernie do dysz opryskowych płyn podczas jazdy, dzięki czemu roślinność nie rosła w pobliżu torów. |
| Pług Odśnieżny       | Pług Odśnieżny typu Björke | 1963      | 785mm    | 00-00-932-3000-1                    | Wagon przywieziono w 1969 roku do Bytomia i przydzielono do lokomotywowni Rudy |

#### Wagony pasażerskie
| Typ    | Rok prod. | Prześwit | Oznaczenie             | Uwagi                                                                                         |
| ------ | --------- | -------- | ---------------------- | --------------------------------------------------------------------------------------------- |
| A20D-P | 1988      | 785mm    | Bxhpi 00-450024-236-7  | Wagon doczepny FAUR Przekazany gminie Kuźnia Raciborska 29 lipca 1994 roku                    |
| A20D-P | 1988      | 785mm    | Bxhpi 00-450024-237-5  | Wagon doczepny FAUR Przekazany gminie Kuźnia Raciborska 29 lipca 1994 roku                    |
| A20D-P | 1988      | 785mm    | Bxhpi 00-450024-238-3  | Wagon doczepny FAUR Przekazany gminie Kuźnia Raciborska 29 lipca 1994 roku                    |
| BTxh   |           | 785mm    | BTxh 00-320034-313-9   | Wagon Letni Zbudowane na podstawie wagonów Wddxh                                              |
| BTxhp  |           | 785mm    | BTxhp 00-320034-314-7  | Wagon Letni Zbudowane na podstawie wagonów Wddxh                                              |
| BTxhp  |           | 785mm    | BTxhp 00-320034-315-4  | Wagon Letni Zbudowane na podstawie wagonów Wddxh                                              |
| BTxhp  |           | 785mm    | BTxhp 00-320034-316-2  | Wagon Letni Zbudowane na podstawie wagonów Wddxh                                              |
| BTxh   |           | 785mm    | BTxh 00-320034-317-0   | Wagon Letni Zbudowane na podstawie wagonów Wddxh                                              |
| BTxh   |           | 785mm    | BTxh 00-320034-318-9   | Wagon Letni Zbudowane na podstawie wagonów Wddxh                                              |
| BTxh   |           | 785mm    | BTxh 00-320034-319-6   | Wagon Letni Zbudowane na podstawie wagonów Wddxh                                              |
| BTxhpi |           | 785mm    | BTxhpi                 | Wagon Kryty „Kibel” Wagon w 2022 roku przeszedł naprawę główną i został przywrócony do ruchu. |
| BTxhpi |           | 785mm    | BTxhpi 00-220034-311-5 | Wagon Letni „Bytomka”                                                                         |
| BTxhpi |           | 785mm    | BTxhpi 00-220034-310-7 | Wagon Letni „Bytomka”                                                                         |
| Kdxh   | 1899      | 785mm    | Kdxh 00-151344-504-7   | Wagon Brankard                                                                                |
| 1Aw    | 1955      | 785mm    | Bxhpi 00-380034-211-9  | Wagon Kryty Fabryka Wagonów Świdnica Nr.Fab.: 1811                                            |

## Atrakcje turystyczne
Na stacji w Rudach odbywają się całoroczne kursy turystyczne w stronę stacji Stanica oraz w stronę stacji Rybnik Stodoły przez stację Paproć. Pociągi w trakcji parowej prowadzi parowóz Las49, a w trakcji spalinowej spalinowozy Wls180 lub Lxd2.
Okazjonalnie można oglądać w ruchu pociągi robocze i utrzymaniowe, drezynę do patrolu szlaku. Odbywają się także przejazdy specjalnych składów zestawionych z wagonów towarowych dla miłośników fotografii kolejowej.
Można zwiedzać z przewodnikiem lokomotywownię oraz parowozownię. W wagonowni znajduje się muzeum, zawierające m.in. ścieżkę interaktywną VR.
Możliwa jest przejażdżka drezyną ręczną. Odbywają się także warsztaty kowalskie.
Na stacji funkcjonuje bistro „Peron 2", restauracja zaaranżowana w wagonie kolejowym oraz mini park linowy dla dzieci „Stacyjkowo Rudy”.

## Galeria

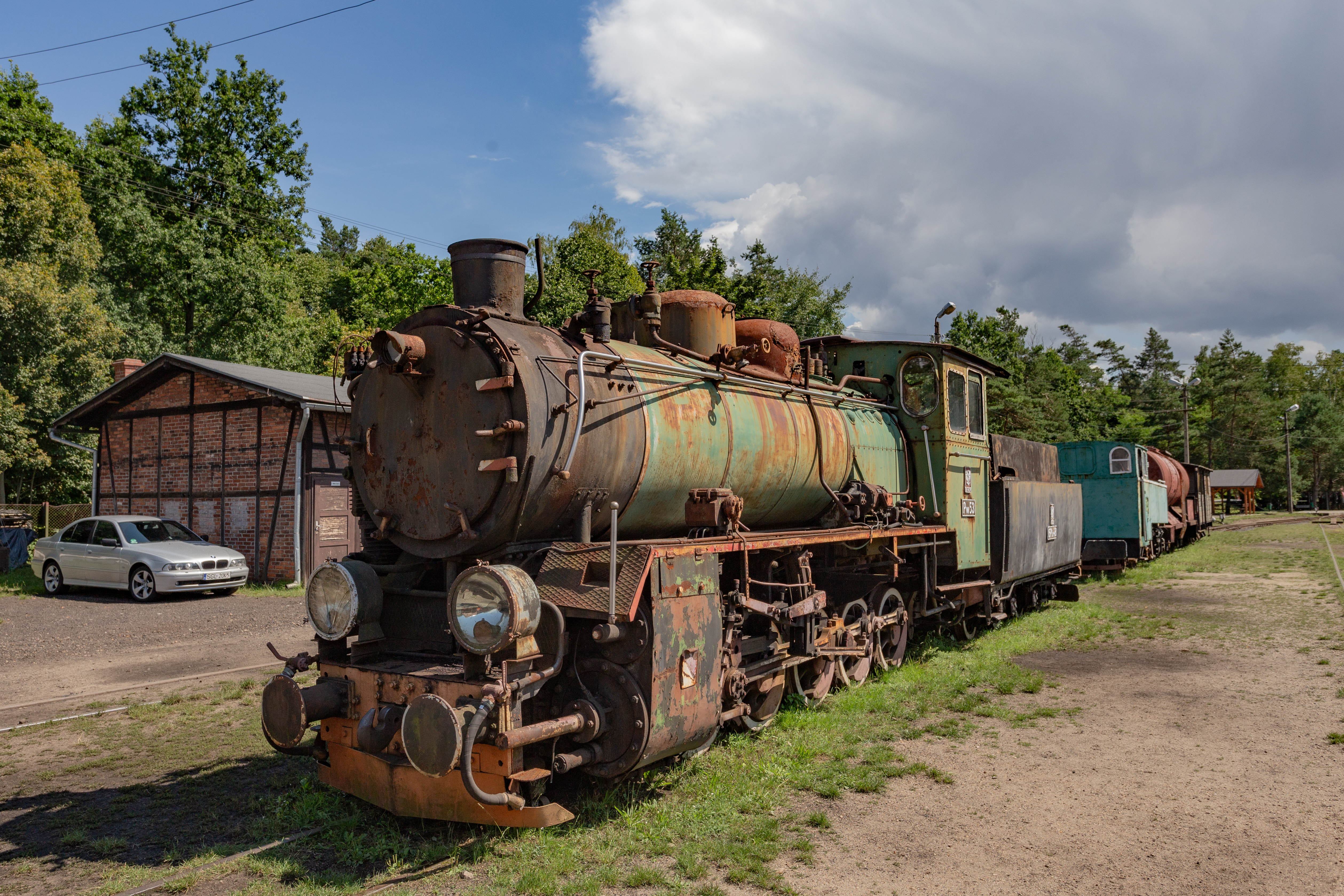
Pw53 w Rudach
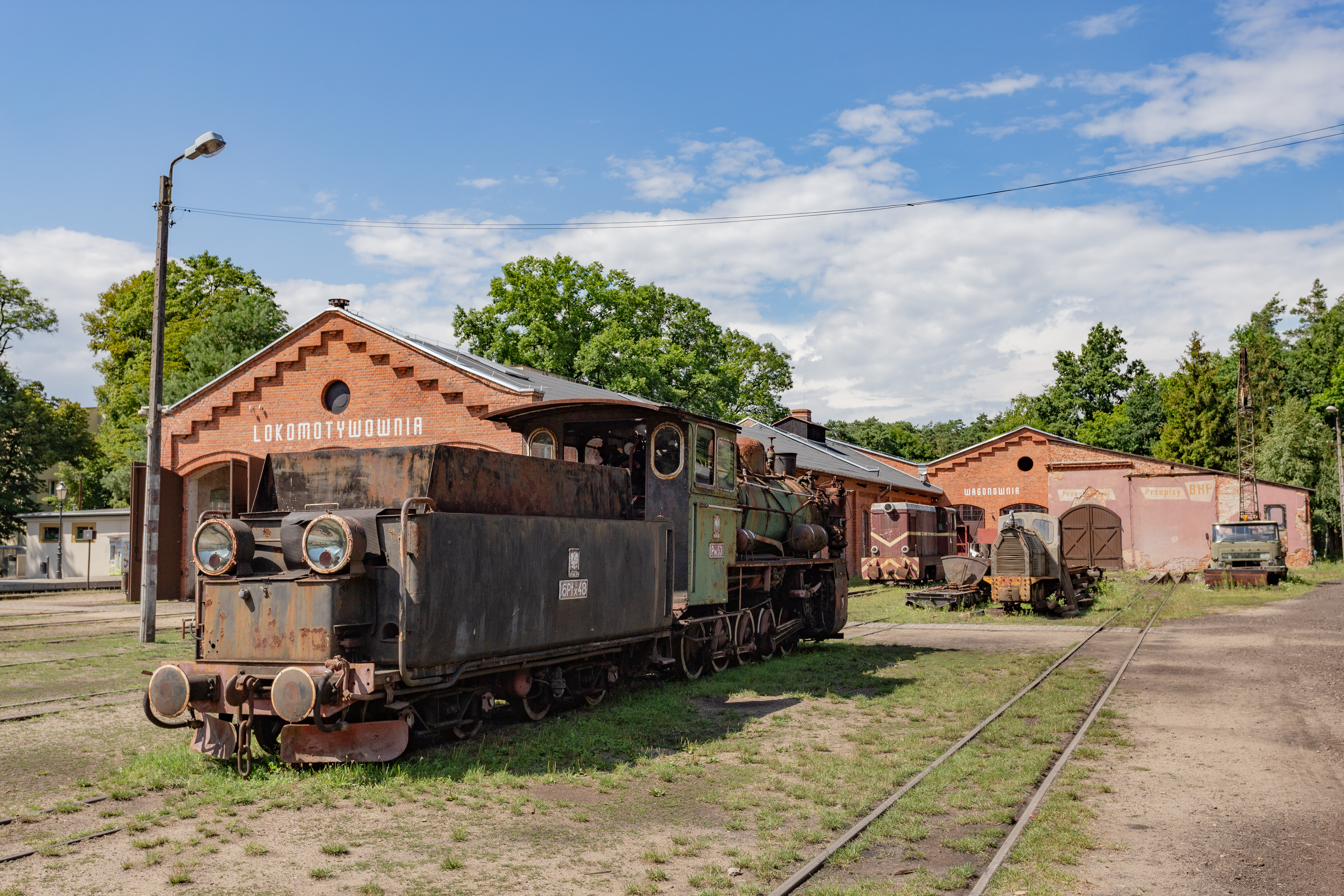
Pw53 w Rudach
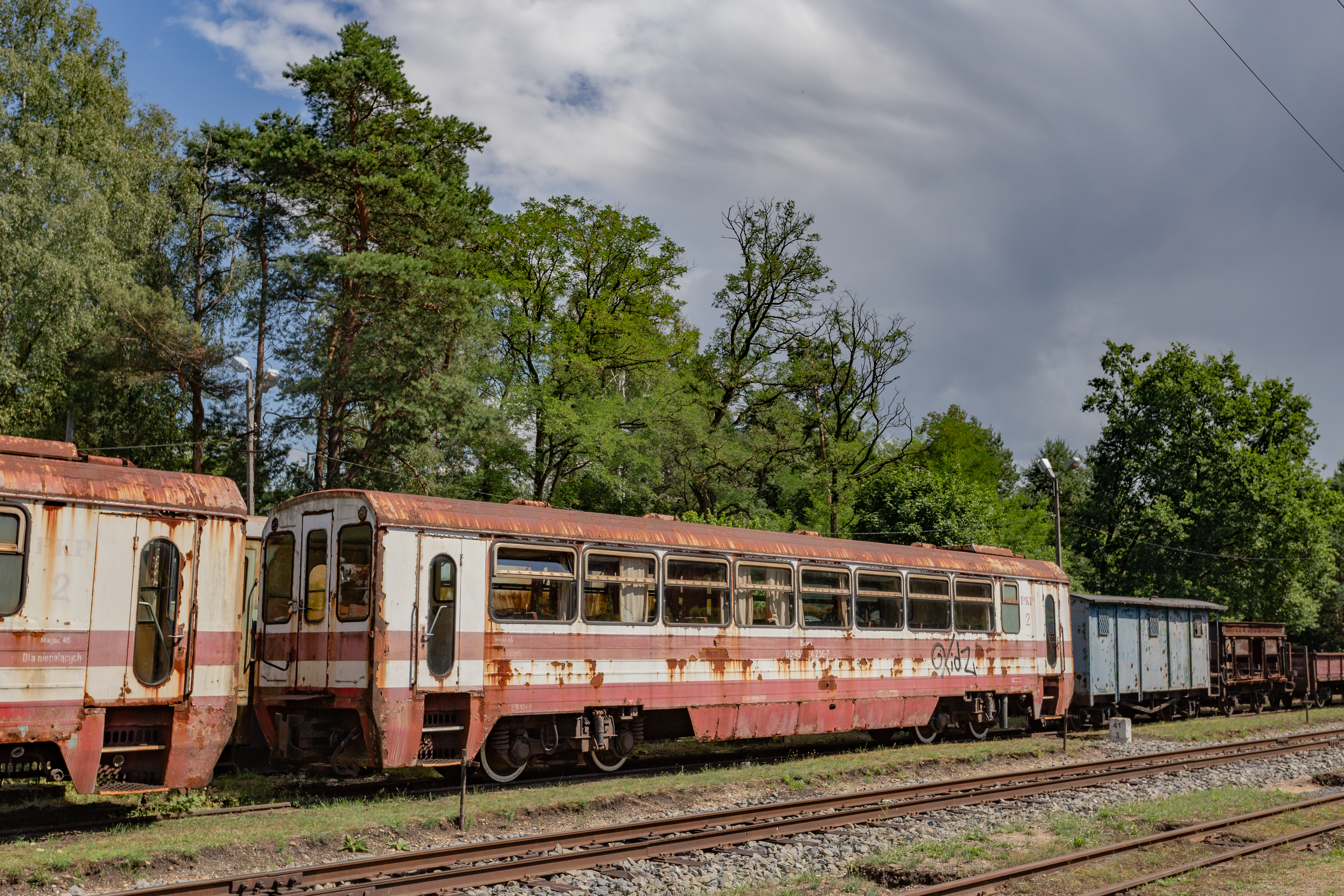
Wagony Bxhpi w Rudach
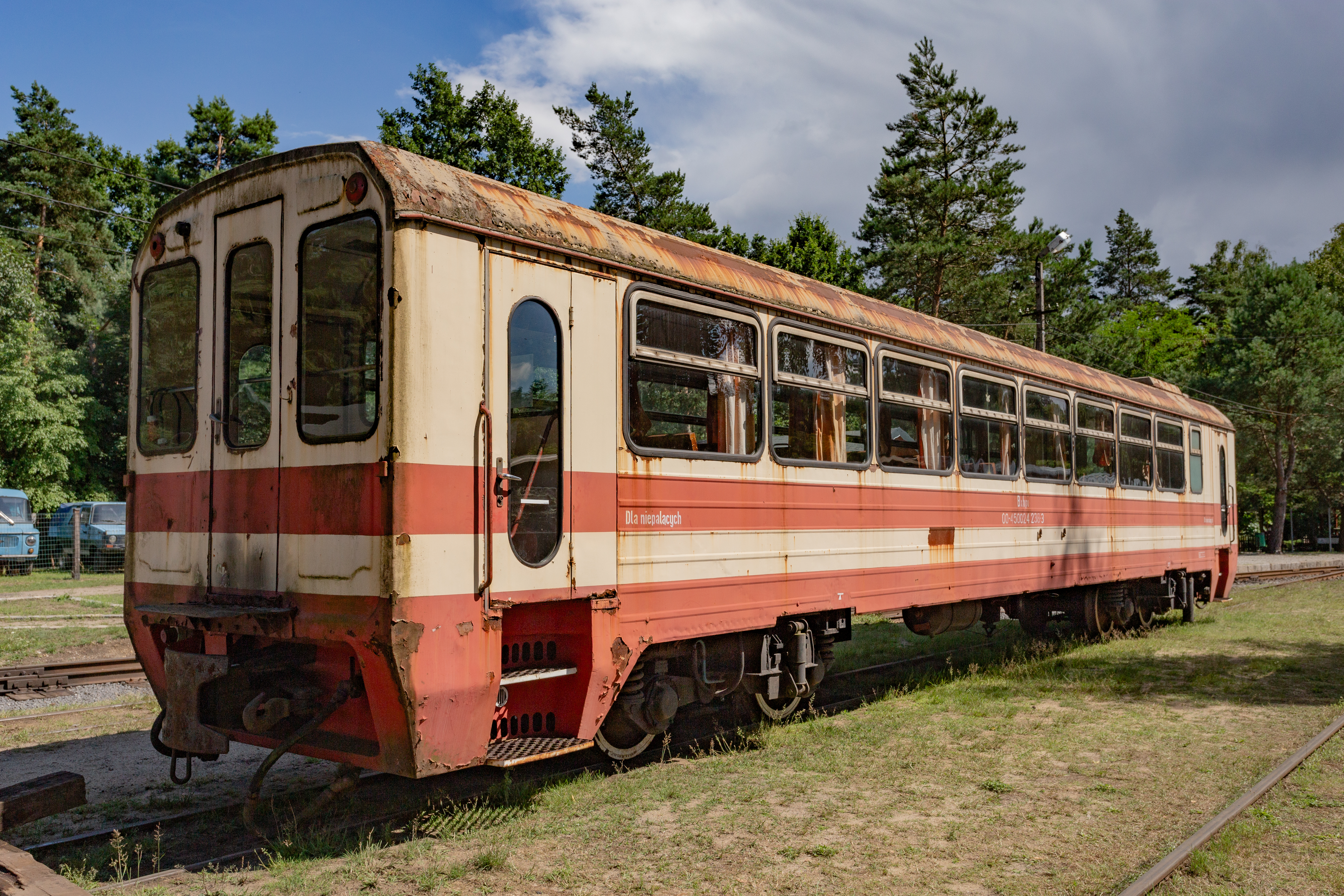
Wagony Bxhpi w Rudach
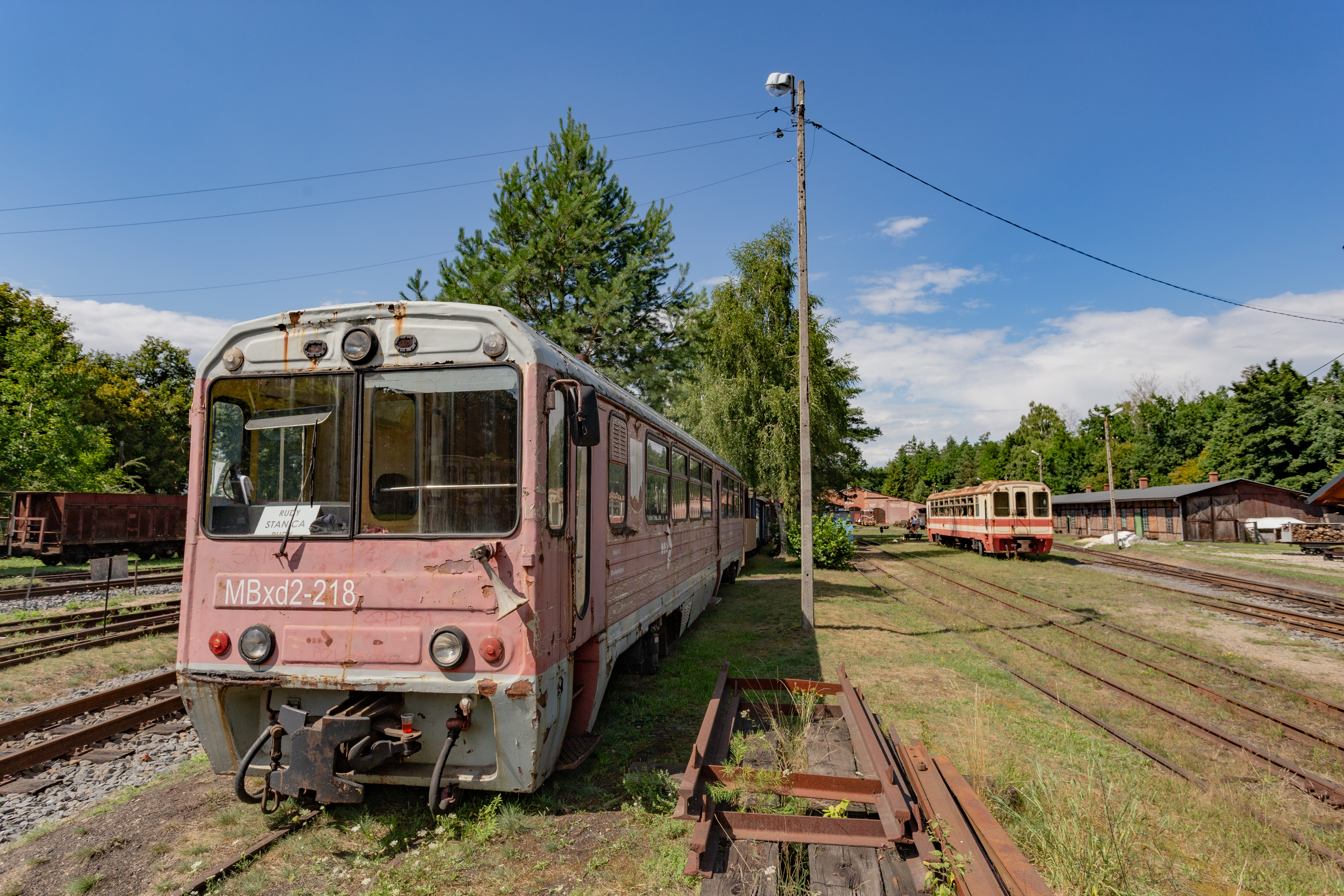
Wagon motorowy wąskotorowy MBxd2-218 w Rudach
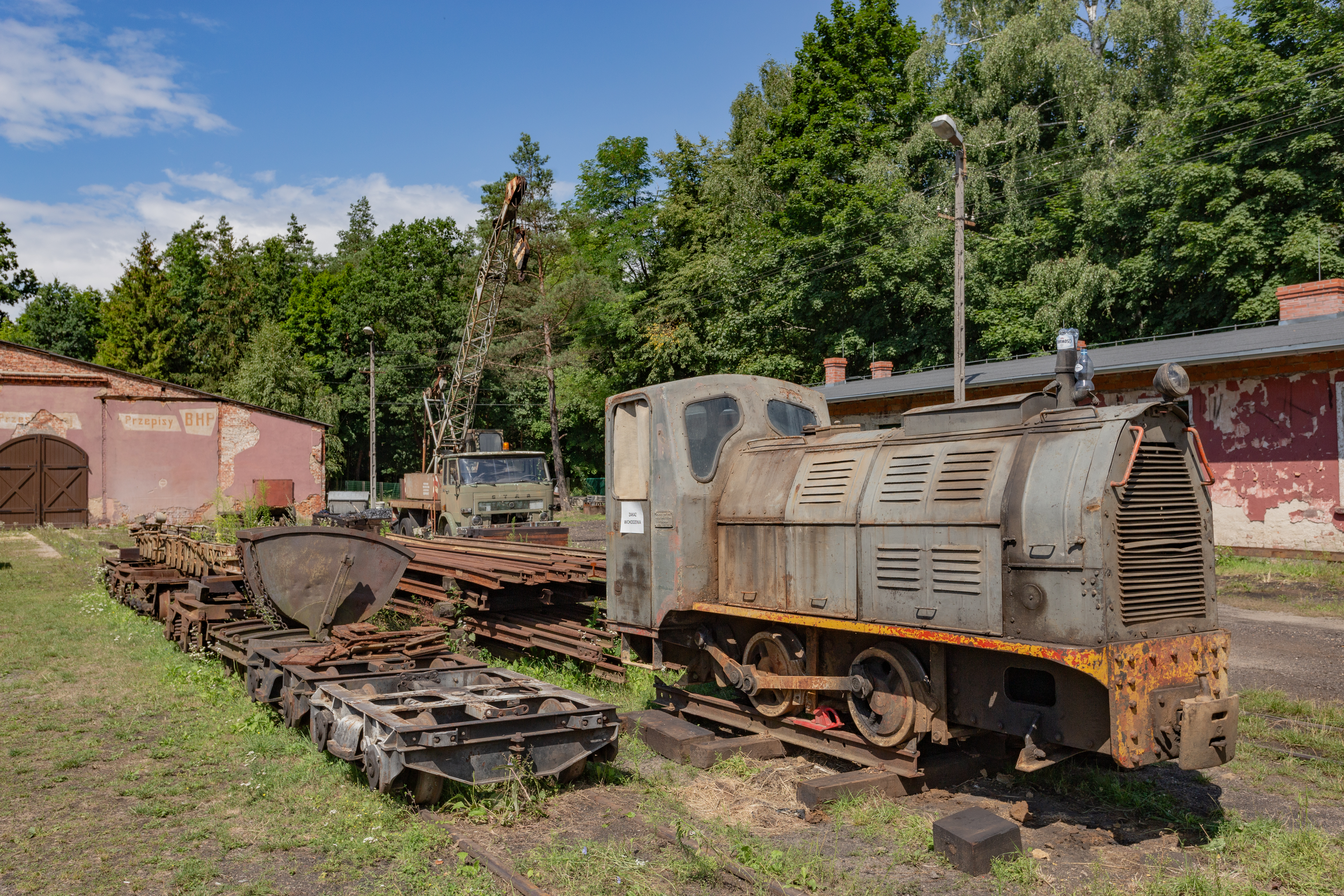
Spalinowóz WLs40 - WLs50 w Rudach
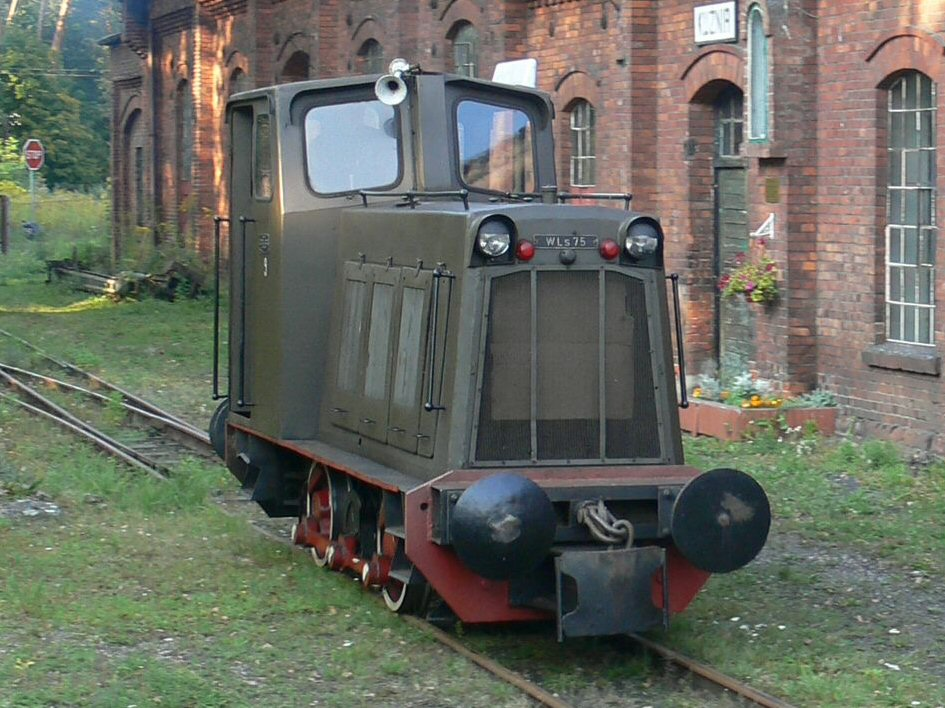
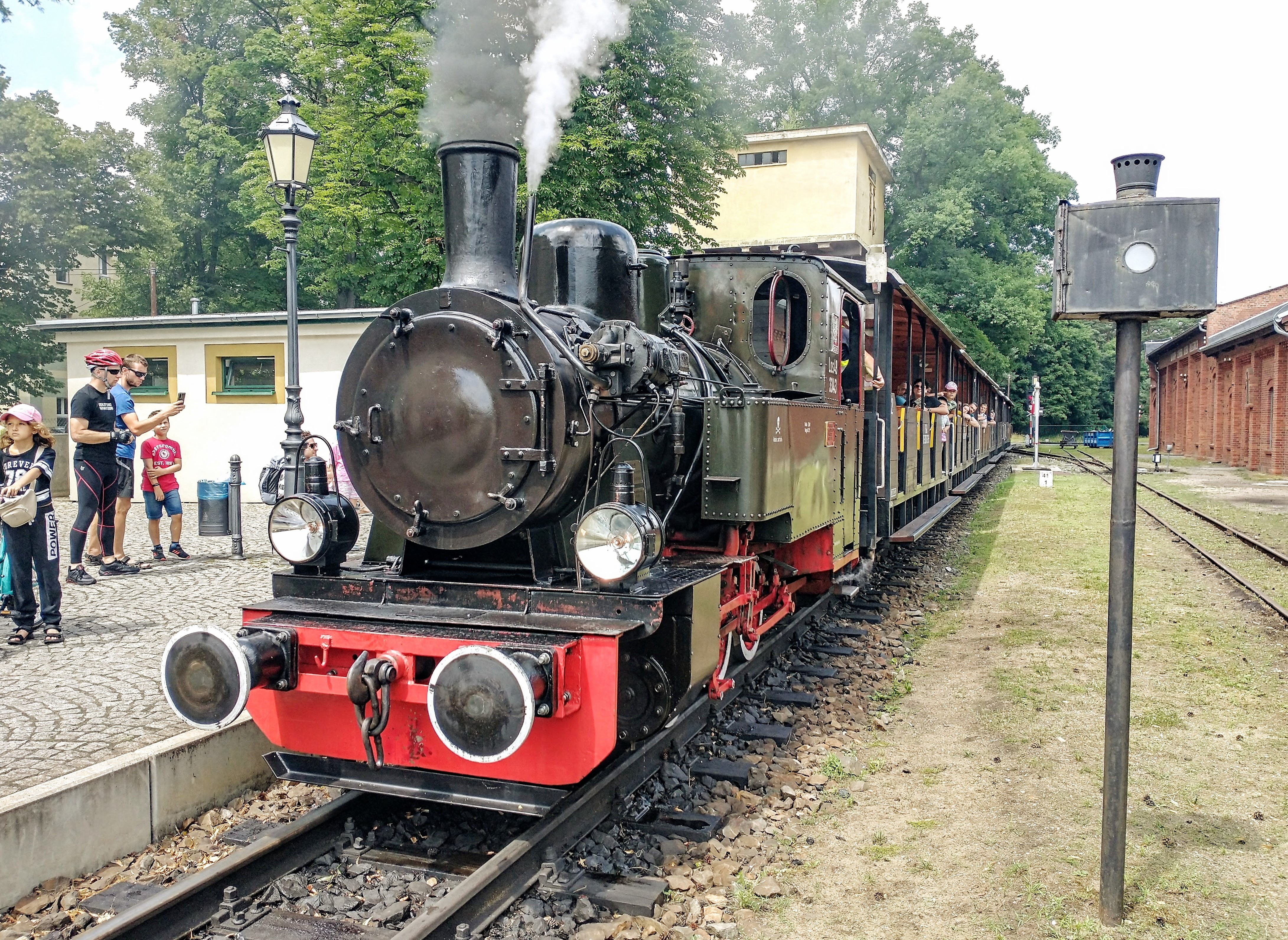
Parowóz Las49 w Rudach